# جون توماس كورلي
جون توماس كورلي (بالإنجليزية: John Thomas Corley)‏ هو عسكري أمريكي، ولد في 4 أغسطس 1914 في بروكلين في الولايات المتحدة، وتوفي في 16 أبريل 1977.